# Sebastián Molas

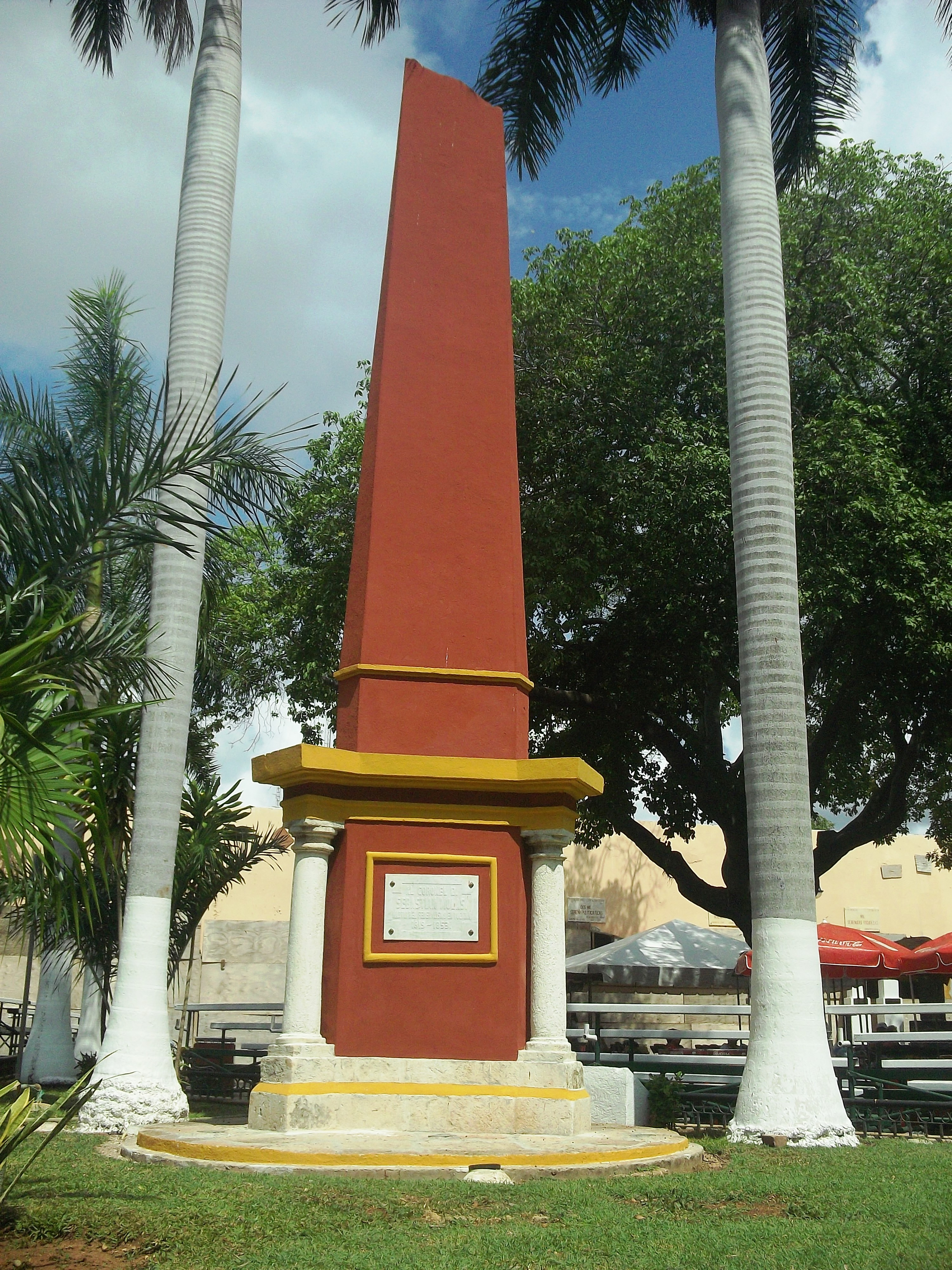
Monumento a Sebastián Molas en el parque de Santa Lucía en Mérida

Sebastián Molas Virgilio (1819 - 1853) fue un militar mexicano nacido en Tizimín, Yucatán y fallecido en la ciudad de Mérida, en la misma entidad federativa. Participó destacadamente en el conflicto denominado guerra de Castas, combatiendo a los indígenas rebeldes comandados por Cecilio Chi. También participó al frente de tropas yucatecas federalistas, en contra de fuerzas gubernamentales centralistas durante los episodios bélicos que siguieron a la separación de Yucatán de México.

## Datos históricos

### Independencia de Yucatán
Fue ahijado de Santiago Imán, personaje que encabezó la revolución federalista en Yucatán en contra del centralismo encabezado por el presidente de México Anastasio Bustamante. Participó en la primera rebelión federalista en Tizimín, el 29 de mayo de 1839, junto con su padrino y José María Vergara, rebelándose contra el gobierno central y proclamando el restablecimiento del sistema federal.
Poco tiempo después, el ejército federalista de Yucatán tomó la ciudad de Valladolid, y el 12 de febrero de 1840 emitieron un acta, donde se establecía que el federalismo debía ser restaurado como forma de gobierno para combatir la pobreza en el territorio. El acta exigía el restablecimiento de la Constitución Mexicana de 1824. Pocos días más tarde habría de firmarse en Mérida el acta en la que se apoyaba al movimiento triunfante de Valladolid y se proclamaba la independencia del territorio yucateco, hasta que el gobierno centralista mexicano reconociera que el estado de Yucatán era libre e independiente y se restableciera la Constitución Federal de 1824. El 6 de junio de 1840, la ciudad de Campeche (entonces perteneciente a Yucatán) se rindió a los federalistas tras un sitio militar. Fue entonces que el gobierno centralista de México le declaró la guerra formal a Yucatán.

### Guerra de Castas
En su combate a los indígenas rebeldes de la Guerra de Castas, Sebastián Molas formó una división militar que defendió los sitios de las poblaciones de Espita, Valladolid y Tizimín. En 1848, cuando estas ciudades cayeron en manos de los rebeldes, Molas protegió a la población no sublevada. Se distinguió por su valor, su impetuosidad y su coraje, al punto de que le pusieron el apodo de León del oriente con el que fue conocido en la región oriental de Yucatán en donde desplegó su acción militar.
Enfermó de cólera y se retiró a San Francisco de Campeche para procurar su curación. Después de lograr esto, regresó a Mérida en donde recibió el nombramiento de teniente coronel y la asignación de llevar armas y municiones a la sitiada población de Izamal. Después fue nombrado comandante de la 5.ª división encargada de mantener el orden y alejar a sus enemigos de los poblados de la costa norte de la península. Estando en funciones, en 1850, liberó el sitio de la ciudad de Espita y emprendió una campaña militar que llegó hasta Cruz-Chen, uno de los principales campamentos rebeldes. Tuvo éxito militar en estos episodios.
Ese mismo año de 1850 triunfó nuevamente la corriente centralista en México, bajo el mando de Antonio López de Santa Anna quien otorgó el mando de las tropas que luchaban en contra de los rebeldes indígenas a Manuel Micheltorena, quien más tarde cedió la jefatura a Rómulo Díaz de la Vega que tenía una fuerte amistad con Molas. Este decidió unir sus esfuerzos con los del gobierno central para seguir combatiendo a los indígenas. Díaz de la Vega, en 1853 llegó a ser gobernador de Yucatán nombrado por el centralismo y entonces Sebastián Molás bajo el mando de Miguel Barbachano y junto con Manuel Cepeda Peraza, combatieron frontalmente al gobernador Rómulo Díaz de la Vega.
Molas fue apresado, enfermó nuevamente de cólera en la Isla de Holbox y conducido a Mérida. Ahí fue internado en el hospital de la prisión de la Ciudadela de San Benito, sujeto a juicio sumarísimo y ejecutado el 14 de noviembre de 1853.
Se construyó en 1878, bajo el gobierno de Manuel Romero Ancona, un obelisco en su honor en la actual plaza de Santa Lucía con una placa que rezaba: "Aquí yacen los restos del coronel Sebastián Molas, héroe de la Guerra de Castas". Años más tarde, fue cambiada la lápida por otra con la inscripción: "Al coronel Sebastián Molas, mártir del federalismo en Yucatán. 1819-1853".
Hay un pueblo en el municipio de Mérida que en su honor lleva el nombre.